# GMAネットワーク
GMAネットワーク（英語: Global Media Arts Network）とは、フィリピンの大手テレビ局。
キャッチコピーは「Isa sa Puso ng Pilipino（フィリピン人の心の一つ）」。

## 概要
1950年6月にラジオ局として開局。1961年にはテレビ（通称チャンネル7）を放送開始。以来、ABS-CBN、TV5と並び、フィリピンを代表するテレビ局に成長した。

## 主な番組
- Unang Hirit（ニュース番組）
- 24 Oras（ニュース番組）
- Saksi（ニュース番組）